# Tatiana Rizzo
Tatiana Soledad Rizzo, född 30 december 1986 i San Fernando de la Buena Vista, Argentina är en volleybollspelare (libero). Rizzo spelar med Argentinas landslag samt klubblaget SL Benfica i Portugal. Med landslaget vann hon Panamerikanska cupen 2023 och har tagit flera medaljer vid sydamerikanska mästerskapet.
Rizzo har spelat huvuddelen av sin karriär i Argentina och har blivit argentinsk mästare åtta gånger med de lag hon spelat med. Hon tog silver i Campeonato Sudamericano de Clubes de Voleibol Femenino 2011/2021 med CA Boca Juniors. Hon har även spelat med Levallois SC i Frankrike